# Eleições parlamentares europeias de 2004 na Madeira
| Eleições parlamentares europeias de 2004 em Portugal Distritos: Aveiro \| Beja \| Braga \| Bragança \| Castelo Branco \| Coimbra \| Évora \| Faro \| Guarda \| Leiria \| Lisboa \| Portalegre \| Porto \| Santarém \| Setúbal \| Viana do Castelo \| Vila Real \| Viseu \| Açores \| Madeira \| Estrangeiro |

## Resultados por Concelho
Os resultados nos concelhos do Região Autónoma da Madeira foram os seguintes:

### Calheta
| Partido                 | Partido                        | Votos  | %               | +/-  |
| ----------------------- | ------------------------------ | ------ | --------------- | ---- |
|                         | Força Portugal                 | 4 022  | 74,93 / 100,00  | 9,61 |
|                         | Partido Socialista             | 637    | 11,87 / 100,00  | 2,84 |
|                         | Coligação Democrática Unitária | 76     | 1,42 / 100,00   | 0,04 |
|                         | Bloco de Esquerda              | 74     | 1,38 / 100,00   | 1,02 |
|                         | Outros                         | 255    | 4,76 / 100,00   |      |
| Votos Inválidos         | Votos Inválidos                | 304    | 5,66 / 100,00   | 2,66 |
| Total                   | Total                          | 5 368  | 100,00 / 100,00 |      |
| Eleitorado/Participação | Eleitorado/Participação        | 10 849 | 49,48 / 100,00  | 0,42 |

### Câmara de Lobos
| Partido                 | Partido                                         | Votos  | %               | +/-  |
| ----------------------- | ----------------------------------------------- | ------ | --------------- | ---- |
|                         | Força Portugal                                  | 7 118  | 61,04 / 100,00  | 8,73 |
|                         | Partido Socialista                              | 2 605  | 22,34 / 100,00  | 1,23 |
|                         | Coligação Democrática Unitária                  | 430    | 3,69 / 100,00   | 1,28 |
|                         | Bloco de Esquerda                               | 190    | 1,63 / 100,00   | 1,03 |
|                         | Partido da Nova Democracia                      | 151    | 1,29 / 100,00   | Novo |
|                         | Partido Comunista dos Trabalhadores Portugueses | 136    | 1,17 / 100,00   | 0,57 |
|                         | Partido Humanista                               | 123    | 1,05 / 100,00   | Novo |
|                         | Movimento pelo Doente                           | 117    | 1,00 / 100,00   | Novo |
|                         | Outros                                          | 300    | 2,57 / 100,00   |      |
| Votos Inválidos         | Votos Inválidos                                 | 491    | 4,21 / 100,00   | 0,63 |
| Total                   | Total                                           | 11 661 | 100,00 / 100,00 |      |
| Eleitorado/Participação | Eleitorado/Participação                         | 26 361 | 44,24 / 100,00  | 1,97 |

### Funchal
| Partido                 | Partido                                         | Votos   | %               | +/-   |
| ----------------------- | ----------------------------------------------- | ------- | --------------- | ----- |
|                         | Força Portugal                                  | 19 537  | 42,37 / 100,00  | 10,57 |
|                         | Partido Socialista                              | 15 788  | 34,24 / 100,00  | 0,85  |
|                         | Coligação Democrática Unitária                  | 3 285   | 7,12 / 100,00   | 2,50  |
|                         | Bloco de Esquerda                               | 2 050   | 4,45 / 100,00   | 2,95  |
|                         | Partido Comunista dos Trabalhadores Portugueses | 709     | 1,54 / 100,00   | 0,64  |
|                         | Partido da Nova Democracia                      | 670     | 1,45 / 100,00   | Novo  |
|                         | Movimento pelo Doente                           | 468     | 1,01 / 100,00   | Novo  |
|                         | Outros                                          | 1 474   | 3,20 / 100,00   |       |
| Votos Inválidos         | Votos Inválidos                                 | 2 133   | 4,63 / 100,00   | 0,35  |
| Total                   | Total                                           | 46 114  | 100,00 / 100,00 |       |
| Eleitorado/Participação | Eleitorado/Participação                         | 100 512 | 45,88 / 100,00  | 1,67  |

### Machico
| Partido                 | Partido                        | Votos  | %               | +/-  |
| ----------------------- | ------------------------------ | ------ | --------------- | ---- |
|                         | Partido Socialista             | 3 538  | 46,01 / 100,00  | 3,45 |
|                         | Força Portugal                 | 3 270  | 42,53 / 100,00  | 6,51 |
|                         | Coligação Democrática Unitária | 155    | 2,02 / 100,00   | 0,90 |
|                         | Bloco de Esquerda              | 146    | 1,90 / 100,00   | 1,44 |
|                         | Outros                         | 310    | 4,04 / 100,00   |      |
| Votos Inválidos         | Votos Inválidos                | 270    | 3,51 / 100,00   | 0,36 |
| Total                   | Total                          | 7 689  | 100,00 / 100,00 |      |
| Eleitorado/Participação | Eleitorado/Participação        | 19 720 | 38,99 / 100,00  | 2,21 |

### Ponta de Sol
| Partido                 | Partido                        | Votos | %               | +/-  |
| ----------------------- | ------------------------------ | ----- | --------------- | ---- |
|                         | Força Portugal                 | 2 398 | 63,93 / 100,00  | 7,02 |
|                         | Partido Socialista             | 864   | 23,03 / 100,00  | 2,06 |
|                         | Coligação Democrática Unitária | 86    | 2,29 / 100,00   | 1,13 |
|                         | Bloco de Esquerda              | 84    | 2,24 / 100,00   | 1,24 |
|                         | Partido Humanista              | 39    | 1,04 / 100,00   | Novo |
|                         | Outros                         | 157   | 4,20 / 100,00   |      |
| Votos Inválidos         | Votos Inválidos                | 123   | 3,28 / 100,00   | 0,03 |
| Total                   | Total                          | 3 751 | 100,00 / 100,00 |      |
| Eleitorado/Participação | Eleitorado/Participação        | 7 895 | 47,51 / 100,00  | 2,72 |

### Porto Moniz
| Partido                 | Partido                        | Votos | %               | +/-  |
| ----------------------- | ------------------------------ | ----- | --------------- | ---- |
|                         | Força Portugal                 | 1 142 | 63,02 / 100,00  | 7,12 |
|                         | Partido Socialista             | 481   | 26,55 / 100,00  | 2,47 |
|                         | Coligação Democrática Unitária | 21    | 1,16 / 100,00   | 0,31 |
|                         | Outros                         | 94    | 5,19 / 100,00   |      |
| Votos Inválidos         | Votos Inválidos                | 74    | 4,08 / 100,00   | 1,09 |
| Total                   | Total                          | 1 812 | 100,00 / 100,00 |      |
| Eleitorado/Participação | Eleitorado/Participação        | 3 150 | 57,52 / 100,00  | 0,21 |

### Porto Santo
| Partido                 | Partido                        | Votos | %               | +/-  |
| ----------------------- | ------------------------------ | ----- | --------------- | ---- |
|                         | Força Portugal                 | 949   | 56,52 / 100,00  | 2,41 |
|                         | Partido Socialista             | 651   | 36,03 / 100,00  | 2,17 |
|                         | Bloco de Esquerda              | 27    | 1,49 / 100,00   | 1,12 |
|                         | Coligação Democrática Unitária | 22    | 1,22 / 100,00   | 0,11 |
|                         | Outros                         | 64    | 3,54 / 100,00   |      |
| Votos Inválidos         | Votos Inválidos                | 94    | 5,20 / 100,00   | 0,86 |
| Total                   | Total                          | 1 807 | 100,00 / 100,00 |      |
| Eleitorado/Participação | Eleitorado/Participação        | 4 203 | 42,99 / 100,00  | 5,03 |

### Ribeira Brava
| Partido                 | Partido                                         | Votos  | %               | +/-  |
| ----------------------- | ----------------------------------------------- | ------ | --------------- | ---- |
|                         | Força Portugal                                  | 3 513  | 63,73 / 100,00  | 9,87 |
|                         | Partido Socialista                              | 1 098  | 19,92 / 100,00  | 3,48 |
|                         | Bloco de Esquerda                               | 114    | 2,07 / 100,00   | 1,10 |
|                         | Coligação Democrática Unitária                  | 110    | 2,00 / 100,00   | 0,56 |
|                         | Partido Humanista                               | 72     | 1,31 / 100,00   | Novo |
|                         | Movimento pelo Doente                           | 70     | 1,27 / 100,00   | Novo |
|                         | Partido Comunista dos Trabalhadores Portugueses | 68     | 1,23 / 100,00   | 0,64 |
|                         | Outros                                          | 189    | 3,43 / 100,00   |      |
| Votos Inválidos         | Votos Inválidos                                 | 278    | 5,05 / 100,00   | 0,55 |
| Total                   | Total                                           | 5 512  | 100,00 / 100,00 |      |
| Eleitorado/Participação | Eleitorado/Participação                         | 11 825 | 46,61 / 100,00  | 1,13 |

### Santa Cruz
| Partido                 | Partido                                         | Votos  | %               | +/-   |
| ----------------------- | ----------------------------------------------- | ------ | --------------- | ----- |
|                         | Força Portugal                                  | 6 256  | 45,81 / 100,00  | 12,33 |
|                         | Partido Socialista                              | 4 595  | 33,65 / 100,00  | 2,90  |
|                         | Coligação Democrática Unitária                  | 696    | 5,10 / 100,00   | 2,16  |
|                         | Bloco de Esquerda                               | 468    | 3,43 / 100,00   | 2,82  |
|                         | Partido da Nova Democracia                      | 191    | 1,40 / 100,00   | Novo  |
|                         | Partido Comunista dos Trabalhadores Portugueses | 153    | 1,12 / 100,00   | 0,23  |
|                         | Movimento pelo Doente                           | 151    | 1,11 / 100,00   | Novo  |
|                         | Outros                                          | 448    | 3,28 / 100,00   |       |
| Votos Inválidos         | Votos Inválidos                                 | 697    | 5,10 / 100,00   | 0,74  |
| Total                   | Total                                           | 13 655 | 100,00 / 100,00 |       |
| Eleitorado/Participação | Eleitorado/Participação                         | 27 264 | 50,08 / 100,00  | 0,48  |

### Santana
| Partido                 | Partido                        | Votos | %               | +/-  |
| ----------------------- | ------------------------------ | ----- | --------------- | ---- |
|                         | Força Portugal                 | 2 522 | 63,00 / 100,00  | 5,53 |
|                         | Partido Socialista             | 880   | 21,98 / 100,00  | 0,80 |
|                         | Bloco de Esquerda              | 66    | 1,65 / 100,00   | 1,26 |
|                         | Partido Humanista              | 66    | 1,65 / 100,00   | Novo |
|                         | Coligação Democrática Unitária | 58    | 1,45 / 100,00   | 0,43 |
|                         | Movimento pelo Doente          | 50    | 1,25 / 100,00   | Novo |
|                         | Partido da Nova Democracia     | 48    | 1,20 / 100,00   | Novo |
|                         | Outros                         | 143   | 3,57 / 100,00   |      |
| Votos Inválidos         | Votos Inválidos                | 170   | 4,24 / 100,00   | 0,99 |
| Total                   | Total                          | 4 003 | 100,00 / 100,00 |      |
| Eleitorado/Participação | Eleitorado/Participação        | 8 846 | 45,25 / 100,00  | 0,83 |

### São Vicente
| Partido                 | Partido                                         | Votos | %               | +/-  |
| ----------------------- | ----------------------------------------------- | ----- | --------------- | ---- |
|                         | Força Portugal                                  | 1 604 | 58,99 / 100,00  | 6,25 |
|                         | Partido Socialista                              | 716   | 26,33 / 100,00  | 0,76 |
|                         | Bloco de Esquerda                               | 49    | 1,80 / 100,00   | 1,09 |
|                         | Coligação Democrática Unitária                  | 38    | 1,40 / 100,00   | 0,25 |
|                         | Partido Humanista                               | 33    | 1,21 / 100,00   | Novo |
|                         | Partido Comunista dos Trabalhadores Portugueses | 30    | 1,10 / 100,00   | 0,65 |
|                         | Outros                                          | 109   | 4,00 / 100,00   |      |
| Votos Inválidos         | Votos Inválidos                                 | 140   | 5,15 / 100,00   | 1,43 |
| Total                   | Total                                           | 2 719 | 100,00 / 100,00 |      |
| Eleitorado/Participação | Eleitorado/Participação                         | 6 206 | 43,81 / 100,00  | 1,73 |